# Bahnivec severní
Bahnivec severní (Redunca redunca), známý též pod názvem senegambský, je středně velký turovitý sudokopytník obývající otevřené planiny nebo vrchoviny s řídkým porostem poblíž vody v severní Africe.

## Popis
Vzhledem se výrazně podobá bahnivci jižnímu (Redunca arundinum). Srst na trupu je nažloutlá nebo červeně hnědožlutá; břišní část těla, hrdlo, oblast kolem očí a větší část 15–45 cm dlouhého ocasu je bílá. Pod ušními boltci se nachází nápadná šedivá skvrna vyznačující umístění pachové žlázy. Tělo je dlouhé 1,1–1,6 m a hmotnost se pohybuje mezi 35 a 65 kg. Prstencové rohy, které mají pouze samci, jsou zahnuté směrem dopředu.

## Chování
Bahnivec severní žije buď samotářsky nebo v malých stádech, tvořených max. dvaceti jedinci, která se v období sucha pro větší bezpečí shlukují. Horké dny tráví ve stínu stromů nebo keřů, přes dny s nižší teplotou je aktivní i za bílého dne, kdy hledá trávu, listy a mladé výhonky rákosu, v jehož blízkosti se skrývá a žije. Jde o plaché zvíře, které při trhavém běhu potřásá huňatým ocasem. Mezi jeho hlavní predátory patří lvi, leopardi a psi hyenovití. Samci vlastní teritoria, která si značí pomocí výměšku z pachových žláz, močí nebo trusem. Při obraně svého teritoria provádí toporné výskoky se zdviženou hlavou.
Při svatebních tancích několikrát vyskakují samci před samicemi do výšky, přičemž vydávají výrazné, pískavé zvuky; samice se ozývají zvuky podobným žabímu skřehotání. Po 7,5 měsíční březosti rodí samice jediné mládě, které je po narození zbarveno šedohnědě. Ve vysoké vegetaci bývá ukryto až po dobu osmi měsíců. Po skončení tohoto období začnou tvořit mláďata menší skupinky, v kterých žijí několik následujících týdnů. Samci dosahují pohlavní dospělosti ve věku tří let, samice o rok dříve.